# Позняков, Александр Андрианович
Алекса́ндр Андриа́нович Позняко́в (1746—1793) — генерал-майор, участник русско-турецкой войны 1768 — 1774 годов.
Родился в 1746 году, происходил из древнего дворянского рода и имел в Калужском наместничестве 250 душ крестьян. Поступив на службу 15 июня 1757 года солдатом в Тульский пехотный полк, он 29 июня того же года был произведён в сержанты, а 1 января 1760 года — в подпоручики.
В этом же чине в 1762 году он был командирован в Пруссию, — в армию, расположенную у Мариенвендена; 25 апреля 1768 года был назначен флигель-адъютантом капитанского ранга, а 25 апреля 1770 года произведен в секунд-майоры и затем принял участие в русско-турецкой войне.
В 1770 году он находился в походе за Днестром и 17 июня, 7 и 21 июля был при выбитии турок из ретраншементов. За удачный штурм ретраншемента под Журжей, 21 февраля 1771 года, он был произведён в премьер-майоры, 24 февраля 1771 года принимал участие во взятии Журжи и в том же году, вместе с войсками, доходил до устья реки Коверлуи.
В 1772 году Позняков находился в походе в Болгарии и участвовал в трех экспедициях против неприятеля: 18 июня — в сражении под Силистрией, 17 октября вытеснял турок из укрепленного лагеря при местечке Карасу и 23 числа того же месяца был при занятии города Базарджика.
За отличия, выказанные в делах против турок, Позняков был 22 сентября 1773 года произведён в подполковники и назначен в Новгородский пехотный полк. В 1774 он был командирован, во главе гренадерских рот, из города Измаила к устью Дуная для истребления побережных жителей; вернувшись же из экспедиции, принимал участие в походах к городам Карасу и Базарджику. 9 июня 1774 года, имея под своей командой гренадерские роты, Позняков был в сражении при Козлудже и принимал участие в штурме города Шумлы, 22 сентября 1779 года был произведён в полковники.
1 января 1787 года Позняков был произведён в бригадиры и 26 ноября того же года Позняков получил орден св. Георгия 4-й степени (№ 483 по кавалерскому списку Григоровича — Степанова); с этого же года он состоял при войсках, расположенных в Екатеринославской губернии, 14 апреля 1789 года был произведен в генерал-майоры. В 1792 году Позняков принимал участие в походе против поляков.
Скончался в ночь со 2 на 3 апреля 1793 года.
Его братья, Пётр (1753—1814) и Иван (1740—после 1786), также были генерал-майорами русской императорской армии.